# Maha Al-Sherayan
Maha Al-Sherayan es una deportista kuwaití que compitió en atletismo adaptado. Ganó dos medallas de bronce en los Juegos Paralímpicos de Atenas 2004.

## Palmarés internacional
| Juegos Paralímpicos | Juegos Paralímpicos | Juegos Paralímpicos | Juegos Paralímpicos |
| Año                 | Lugar               | Medalla             | Prueba              |
| ------------------- | ------------------- | ------------------- | ------------------- |
| 2004                | Atenas (Grecia)     | Medalla de bronce   | Disco F32-34/51-53  |
| 2004                | Atenas (Grecia)     | Medalla de bronce   | Peso F32-34/52/53   |